# Lobamba (inkhundla)
Lobamba – inkhundla w dystrykcie Hhohho w Królestwie Eswatini. Według spisu powszechnego z 2007 r. zamieszkiwało go 25 968 mieszkańców. Inkhundla dzieli się na pięć imiphakatsi: Elangeni, Ezabeni, Ezulwini, Lobamb i Nkanini.